# Stefania (następczyni tronu Luksemburga)
Stefania, dziedziczna wielka księżna Luksemburga z d. hrabianka de Lannoy (Stéphanie Marie Claudine Christine de Lannoy, ur. 18 lutego 1984 w Ronse) – członkini luksemburskiej rodziny wielkoksiążęcej, od 2012 dziedziczna wielka księżna Luksemburga jako żona Wilhelma, dziedzicznego wielkiego księcia Luksemburga.
Stefania urodziła się w Ronse jako ósme dziecko hrabiego Filipa de Lannoy i hrabiny Alix de Lannoy.
Ukończyła studia na kierunku filologia germańska na Université catholique de Louvain, a następnie na Uniwersytecie Humboldtów.
W 2012 poślubiła Wilhelma, dziedzicznego wielkiego księcia Luksemburga, z którym ma dwoje dzieci: księcia Karola (ur. 2020) i księcia Franciszka (ur. 2023).
Od urodzenia tytułowana była jako hrabianka Lannoy. Po ślubie otrzymała tytuł Jej Królewskiej Wysokości Dziedzicznej Wielkiej Księżnej Luksemburga.
Zaangażowana jest w działalność publiczną i charytatywną. Reprezentuje monarchę w oficjalnych wystąpieniach i patronuje wybranym organizacjom.
Mieszka w Zamku Fischbach w Luksemburgu.

## Powiązania rodzinne i edukacja
Hrabianka Stefania rodziła się 18 lutego 1984 w Ronse, położonym w belgijskiej prowincji Flandria Wschodnia.
Jej rodzicami byli hrabia Filip de Lannoy (zm. 2019) i jego żona, hrabina Alix de Lannoy (zm. 2012), z domu della Faille de Leverghem, belgijscy arystokraci.
Jej dziadkami byli ze strony ojca hrabia Paweł de Lannoy (ur. 1898, Bruksela, zm. 1980, Anvaing) i jego żona, hrabina Beatrycze, pochodząca z rodziny książąt Ligne (ur. 1898); natomiast ze strony matki Harold della Faille de Leverghem (ur. 1908, zm. 1994) i jego żona, Magdalena, z domu de Brouchoven de Bergeyck.
Ma siedmioro starszego rodzeństwa, braci: hrabiego Jehana, hrabiego Krystiana, hrabiego Amaury i hrabiego Oliwiera oraz siostry: hrabiankę Natalię Hamilton, hrabiankę Gaëlle i baronową Izabelę de le Court.
Rodzina, z której pochodzi hrabianka, najstarszego znanego przodka notuje w XIII wieku. Stefania wychowała się w zamku Anvaing w belgijskiej prowincji Hainaut.
11 stycznia 2019 zmarł 96-letni ojciec księżnej. Uroczystości pogrzebowe miały miejsce 16 stycznia w Anvaig, a udział w nich wzięli członkowie belgijskiej rodziny królewskiej i luksemburskiej rodziny wielkoksiążęcej.

### Edukacja i kariera zawodowa
Ojczystym językiem księżnej jest język francuski.
Swoją edukację rozpoczęła w języku holenderskim w szkole Sancta Maria w pobliskim Ronse.
Przez dwa lata była uczennicą Collège Sainte-Odile w północnej Francji.
Do 2002 studiowała w Institut de la Vierge Fidèle w Brukseli.
W latach 2002–2003 mieszkała w Moskwie, gdzie poszerzała swoją wiedzę w zakresie języka i literatury rosyjskiej.
Ukończyła studia na kierunku literatury niemieckiej, rosyjskiej oraz filologii germańskiej na University of Louvain, a następnie na Humboldt University w Berlinie. Jej praca magisterska dotyczyła wpływu romantyzmu germańskiego i rosyjskiego na twórczość Hoffmana i Puszkina.
Po studiach rozpoczęła pracę w firmie inwestycyjnej w Brukseli.
Od 2018 do 2019 studiowała historię sztuki na Sotheby’s Institute w Londynie.

### Dzieci chrzestne
- Izaura de le Court (ur. 2003), córka barona i baronowej de le Court[10]

## Życie prywatne
26 kwietnia 2012 Pałac Książęcy ogłosił zaręczyny hrabianki z Wilhelmem, dziedzicznym wielkim księciem Luksemburga, najstarszym synem wielkiego księcia Henryka i wielkiej księżnej Marii Teresy. Narzeczeni byli ze sobą spokrewnieni na wiele sposobów, a ich ostatnim wspólnym przodkiem był Karol Maria Raymon, hrabia Arenbergu, austriacki wojskowy, żyjący w latach 1721–1778. Poznali się w 2004 w Niemczech poprzez wspólnych przyjaciół, ale dopiero po ponownym spotkaniu w 2009 zaczęli się ze sobą spotykać. Oficjalna ceremonia zaręczyn miała miejsce 27 kwietnia na Zamku Berg.
26 sierpnia 2012 niespodziewanie zmarła Alix, matka Stefanii. Rodzina wielkoksiążęca uczestniczyła w uroczystościach pogrzebowych w Belgii 31 sierpnia. Ustalono, że plany związane ze ślubem nie ulegną zmianie.
19 października przed południem narzeczeni wzięli udział w przyjęciu dla młodych ludzi w Teatrze Wielkim, zorganizowanym przez rząd luksemburski. Wśród gości znaleźli się przedstawiciele rządu, pary, które zamierzały wstąpić w związek małżeński następnego dnia, a także osoby urodzone w tym samym dniu co Wilhelm i Stefania.
Około godziny 15:30 w Ratuszu Luksemburga miała miejsce cywilna ceremonia zaślubin pary, której przewodniczył burmistrz miasta, Xavier Bettel. Wieczorem zorganizowano przyjęcie w Pałacu Wielkoksiążęcym z udziałem przedstawicieli rodzin królewskich z całej Europy.
Następnego dnia odbyła się uroczystość zaślubin w wierze katolickiej w Katedrze Naszej Damy w Luksemburgu. Mszy przewodniczył arcybiskup Luksemburga, Jean-Claude Hollerich. Stefanię odprowadził do ołtarza jej najstarszy brat, hrabia Jehan, ponieważ ich ojciec korzystał z wózka inwalidzkiego. Przy wejściu do świątyni wstał jednak z pomocą i pocałował córkę, a następnie spędził kilka minut rozmawiając z parą młodą. Ceremonia rozpoczęła się minutą ciszy na cześć zmarłej matki Stefanii. Dodatkowo figura Naszej Matki w katedrze przyozdobiona była welonem, który należał do hrabiny Alix. Przysięga małżeńska została złożona w języku francuskim.
Wilhelm i Stefania wystąpili przed poddanymi na balkonie pałacu, następnie uczestniczyli w przyjęciu weselnym i udali się do Zamku Berg, gdzie rozpoczęli swój miesiąc miodowy.
Wielki książę Henryk ogłosił dekret, w którym nadał swojej synowej tytuł Jej Królewskiej Wysokości Dziedzicznej Wielkiej Księżnej Luksemburga.
Hrabianka Stefania otrzymała w dniu ślubu luksemburskie obywatelstwo i zrzekła się obywatelstwa belgijskiego, pomimo prawnych możliwości posiadania obydwu. Przyznanie obywatelstwa narzeczonej księcia wywołało publiczną debatę i krytyczne komentarze, ponieważ na tę okazję utworzono specjalne przepisy, a de Lannoy uniknęła długiej i skomplikowanej procedury urzędowej.
Od sierpnia 2018 do sierpnia 2019 para książęca mieszkała w Londynie, gdzie książę Wilhelm odbywał szkolenie w Royal College of Defence Studies.
6 grudnia 2019 marszałek dworu poinformował o pierwszej ciąży księżnej. 10 maja 2020 o godzinie 5:13 w Grand Duchess Charlotte Maternity Hospital w Luksemburgu urodził się syn pary, który otrzymał imiona Karol Jan Filip Maria Józef Wilhelm i tytuł Jego Królewskiej Wysokości Księcia z Luksemburga. Chłopiec zajął drugie miejsce w linii sukcesji luksemburskiego tronu, za ojcem, z szansami na objęcie władzy w przyszłości.
Pod koniec 2019 Stefania i Wilhelm zamieszkali w Zamku Fischbach.
29 września 2022 ogłoszono, że para książęca spodziewa się narodzin drugiego dziecka w kwietniu 2023. 27 marca 2023 o godzinie 10:03 w Grand Duchess Charlotte Maternity Hospital w Luksemburgu urodził się ich drugi syn, Franciszek Henryk Ludwik Maria Wilhelm, Jego Królewska Wysokość Książę z Luksemburga. Chłopiec zajął trzecie miejsce w linii sukcesji luksemburskiego tronu, za ojcem i starszym bratem.

## Dziedziczna wielka księżna Luksemburga

### Działalność w Luksemburgu
16 listopada 2012 w swoim pierwszym wspólnym oficjalnym wystąpieniu para książęca gościła w pałacu laureata Pokojowej Nagrody Nobla, Muhammada Yunus. 6 grudnia towarzyszyła teściowej w koncercie zorganizowanym na rzecz SOS Wioski Dziecięce w Filharmonii Luksemburskiej.
W czerwcu 2013 razem z mężem przebywała z misją ekonomiczną we Francji.
W październiku 2014 miało miejsce pierwsze solowe wystąpienie Stefanii. Odwiedziła sklep z luksusową biżuterią Uchihara w Tokio.
W maju 2015 w Belgii zasiadała na widowni konkursu Królowej Elżbiety dla wiolinistów razem z wielką księżną Luksemburga i królową Belgów.
W styczniu 2016 została prezydentem MUDAM (Muzeum Sztuki Nowoczesnej Imienia Wielkiego Księcia Jana).
W listopadzie 2016 reprezentowała dwór w obchodach 125-lecia relacji Luksemburga z Rosją. Księżna mówi w języku rosyjskim i mieszkała w Moskwie.
28 listopada wzięła udział w obchodach setnej rocznicy wstąpienia na tron prababki męża, wielkiej księżnej Szarlotty.

### Oficjalne wizyty zagraniczne
W listopadzie 2012 Stefania i Wilhelm przebywali z misją ekonomiczną w Chinach.
W kwietniu 2013 odwiedziła Parlament Europejski w Strasburgu, gdzie razem z mężem została przyjęta przez prezydenta Martina Schulza. Pod koniec sierpnia para książęca odbyła podróż dyplomatyczną do Niemiec.
W czerwcu 2015 uczestniczyła w oficjalnej wizycie prezydenta i pierwszej damy Niemiec do Luksemburga.
W październiku 2017 przebywała z misją ekonomiczną w Zjednoczonych Emiratach Arabskich.
17 października 2019 zastąpiła swoją chorą teściową w czasie oficjalnej wizyty do Luksemburga króla i królowej Belgów.

### Związki z innymi rodzinami królewskimi
Była gościem ceremonii zaślubin Krzysztofa O’Neill z Magdaleną, księżną Hälsinglandu i Gästriklandu (Sztokholm, 2013).
Reprezentowała dwór luksemburski na uroczystościach pogrzebowych Fabioli, królowej Belgii (Laeken, 2014).
Uczestniczyła w koronacji Wilhema Aleksandra, króla Niderlandów (Amsterdam, 2013)

### Media
W lutym 2016 w magazynie Telecran ukazał się wywiad z księżną Stefanią.

### Religia
Stefania została ochrzczona i wychowana w wierze katolickiej. W obecności papieża zobowiązana jest do wystąpienia w ubraniu w kolorze czarnym.
W październiku uczestniczyła w prywatnej audiencji w Watykanie u papieża Franciszka.

### Patronaty
- Academy for Climate Justice Ambassadors – patronuje od lipca 2016[53];
- Amis des Musées d’Art et d’Histoire Luxembourg – patronuje od marca 2013;
- l’Union internationale des avocats – od lipca 2016;
- Musée d’art moderne Grand-Duc Jean – patronuje od stycznia 2019[54];
- University of Luxembourg’s Centre for Systems Biomedicine’s Scienteens Lab – patronuje od maja 2014[55].

## Genealogia
Stefania jest w ósmym pokoleniu potomkinią Karola, 5. księcia Arenbergu (ur. 1721, zm. 1778), poprzez którego spokrewniona jest przede wszystkim z belgijską rodziną królewską i luksemburską rodziną wielkoksiążęcą. Jest potomkinią córki Karola, księżniczki Marii Flory, której mężem był Wolfgang, 3. książę Ursel. Jej mąż pochodzi od księcia Karola w dwóch liniach: poprzez syna, księcia Ludwika i córkę, księżniczkę Leopoldynę.
Ojciec Stefanii, hrabia Filip de Lannoy, był ciotecznym bratem Antoniego, 13. księcia Ligne, który ożenił się z księżniczką Alicją z Luksemburga, dalszą ciotką Wilhelma. Ich syn, książę Antoni, został mężem hrabianki Minthii de Lannoy, dalszej kuzynki Stefanii. Hrabia Filip był również ciotecznym bratem księżniczki Jolanty z Ligne, która została żoną arcyksięcia Karola Ludwika z Austrii, a ich syn – arcyksiążę Karol Krystian – jest mężem księżniczki Marii Astrydy z Luksemburga, ciotki Wilhelma.